# Huny

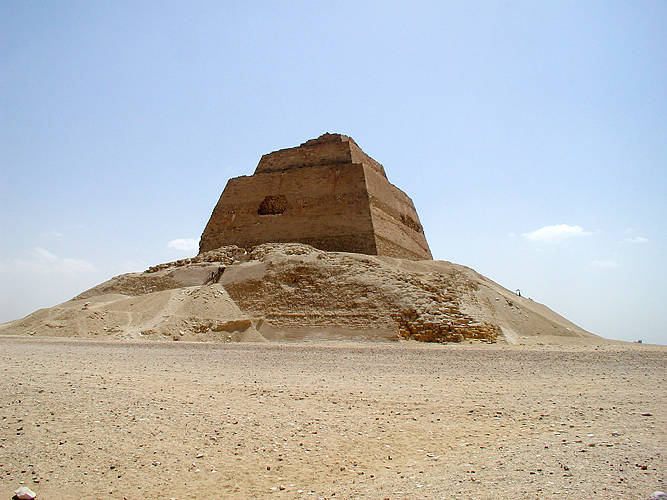
Restos del núcleo de la Pirámide de Meidum.

Huny fue el último faraón de la dinastía III, y habría reinado entre los años c. 2636 y 2613 a. C.
Está documentado Huny en el Canon Real de Turín con un reinado de 24 años. Si es el Kerferes citado por Manetón gobernó veintiséis años, según Julio Africano, en la versión del monje Jorge Sincelo. 
Huny llegó al trono a una edad venerable. Estuvo casado con Meresanj I y tuvo dos hijos: Seneferu y Hetepheres.

## Construcciones de su época
A veces se le adjudica ordenar construir la gran pirámide escalonada situada en Meidum, más grande que la de Dyeser, que según se supone dejó inacabada a su muerte, así su sucesor Seneferu, se comenta, la terminó al principio de su reinado. Sin embargo, esta teoría surge de un natural deseo de tener un monumento funerario significativo atribuido a Huny, pero no hay evidencias de que la pirámide de Meidum fuera el lugar de su sepultura. 
El nombre de Seneferu, sin embargo, se ha encontrado en Meidum, y varios hijos de Seneferu, concretamente, los príncipes Nefermaat y Rahotep, fueron enterrados en mastabas de la necrópolis de Meidum. Así, parece más probable que fuera Seneferu quien ordenara construir la pirámide y, más tarde, durante su reinado, se transformara de pirámide escalonada en pirámide clásica, adquiriendo sus caras forma triangular. La pirámide, desde que se desmoronó, solo mantiene en pie su núcleo central. 
Existe otra pirámide que muy probablemente fuera ordenada construir por Huny, pero es una pequeña pirámide ceremonial cuyas ruinas se han encontrado en la isla de Elefantina. Esta pirámide no era una tumba, ni tiene un complejo circundante de necrópolis o templos: su función verdadera y su significado religioso son desconocidos. 
También es posible que todas las pequeñas pirámides escalonadas, que miden de 10 a 17 m de altura, descubiertas en Zawyet el Meytin, Abidos (Sinki), Naqada (Nubt), Khula (Hieracómpolis), y Edfu puedan ser atribuidas al soberano Huni.
Su posible tumba podría estar en Zawyet el-Aryan, o en la necrópolis de Meidum (mastaba M 17, según Swelim), donde también se encuentran las mastabas de algunos funcionarios, como la de Nefermaat (M 16), enterrado con su esposa Itet, otro hijo de Huni y primer visir de Seneferu, el padre de Hemiunu, arquitecto y visir de Jufu; y la mastaba de Rahotep y Nofret (M 6).
La biografía de Metyen, que nació probablemente durante la segunda mitad de la tercera dinastía, da algunas indicaciones de este periodo.

## Titulatura
Fue de los primeros faraones en utilizar el cartucho para designar su titulatura.
| Titulatura | Jeroglífico | Transliteración (transcripción) - traducción - (referencias) |

| G5 |

| G5 |

| N29 | S1 |

| N29 | S1 |

| N29 | S1 |

| N29 | S1 |

| G5 |

| G5 |

| N29 | S1 |

| N29 | S1 |

| N29 | S1 |

| N29 | S1 |

| M23 · V28 · t | n |

| M23 · V28 · t | n |

| M23 · V28 · t | n |

| M23 · V28 · t | n |

| M23 · V28 · t | n |

| M23 · V28 · t | n |

| M23 · V28 · t | n |

| M23 · V28 · t | n |

| M23 · V28 · t | n |

| M23 · V28 · t | n |

| M23 · V28 · t | n |

| M23 · V28 · t | n |

| M23 · V28 · t | n |

| M23 · V28 · t | n |

| M23 · V28 · t | n |

| M23 · V28 · t | n |

| A25 | n&A1 |

| A25 | n&A1 |

| A25 | n&A1 |

| A25 | n&A1 |

| A25 | n&A1 |

| A25 | n&A1 |

| A25 | n&A1 |

| A25 | n&A1 |

| A25 | n&A1 |

| A25 | n&A1 |

| A25 | n&A1 |

| A25 | n&A1 |

| A25 | n&A1 |

| A25 | n&A1 |

| A25 | n&A1 |

| A25 | n&A1 |

| V28 | A24 | n · Z4 · D40 |

| V28 | A24 | n · Z4 · D40 |

| V28 | A24 | n · Z4 · D40 |

| V28 | A24 | n · Z4 · D40 |

| V28 | A24 | n · Z4 · D40 |

| V28 | A24 | n · Z4 · D40 |

| V28 | A24 | n · Z4 · D40 |

| V28 | A24 | n · Z4 · D40 |

| V28 | A24 | n · Z4 · D40 |

| V28 | A24 | n · Z4 · D40 |

| V28 | A24 | n · Z4 · D40 |

| V28 | A24 | n · Z4 · D40 |

| V28 | A24 | n · Z4 · D40 |

| V28 | A24 | n · Z4 · D40 |

| V28 | A24 | n · Z4 · D40 |

| V28 | A24 | n · Z4 · D40 |

## Otras hipótesis
Algunos egiptólogos (Kahl, Wildung) opinan que se trata del mismo personaje que Qa-hedyet, siendo su Nombre de Horus Qa hḏt.